# Mezzana Mortigliengo
Mezzana Mortigliengo – miejscowość i gmina we Włoszech, w regionie Piemont, w prowincji Biella.
Według danych na styczeń 2009 gminę zamieszkiwało 571 osób przy gęstości zaludnienia 136 os./1 km².